# Eduard Schleinkofer
Eduard Schleinkofer (* 23. Juni 1926 in Pirkensee, Gemeinde Maxhütte-Haidhof; † 8. Mai 2013 in München) war ein deutscher Kaufmann, Gewerkschafter und Bezirksleiter der IG Metall.

## Leben
Nach dem Besuch der Volksschule machte Schleinkofer die Ausbildung zum Kaufmann, die er 1943 mit der Kaufmannsgehilfenprüfung beendete. Nach zwei Jahren im Kriegsdienst war er im erlernten Beruf tätig. 1947 stieg er beim damaligen Bayerischen Gewerkschaftsbund ein, für den er hauptamtlich als Kassier und Rechtsstellenleiter arbeitete. 1950 wurde er Bevollmächtigter und Geschäftsführer der IG Metall bei der Verwaltungsstelle Regensburg, 1955 wurde er Bezirkssekretär in der Bezirksleitung München der IG Metall. Von 1975 bis 1988 war er Bezirksleiter der IG Metall für den Bezirk München. Darüber hinaus war Schleinkofer ehrenamtlicher Richter beim Bundesarbeitsgericht und von 1980 bis 1991 Mitglied des Bayerischen Senats.